# 350
| [ Edytuj tabelę ] |                                                                    |
| Król Aksum        | - 320 Ezana 360                                                    |
| Władca Guptów     | - 330 Samudragupta 375                                             |
| Władca Korei      | - 331 Kogugwŏn 371                                                 |
| Papież            | - 337 Juliusz I 352                                                |
| Król Persji       | - 309 Szapur II 379                                                |
| Cesarz Rzymu      | - 337 Konstancjusz II 361 - 337 Konstans 350 - 350 Magnencjusz 353 |

Rok 350 / CCCL
stulecia: III wiek ~
IV wiek ~
V wiek

lata: 340 «
345 «
346 «
347 «
348 «
349 «
350
» 351
» 352
» 353
» 354
» 355
» 360

## Wydarzenia
- 18 stycznia – Magnencjusz został cesarzem rzymskim.
- 3 czerwca – uzurpator Nepocjan dokonał próby opanowania Rzymu i ogłosił się cesarzem.

- Ezana, król Aksum, zdobył Meroe i przeszedł na chrześcijaństwo (data sporna lub przybliżona).
- Biskup Gotów Ulfilas przełożył Biblię na język gocki (data sporna lub przybliżona).
- Początek dominacji kultury Tiahuanaco w Andach (data sporna lub przybliżona).
- Początek szczytowego okresu rozwoju kultury Nazca (data sporna lub przybliżona).
- Zzwycięskie kampanie Samudragupty, następcy Czandragupty I na południu Indii (data sporna lub przybliżona).
- Pierwszy najazd Białych Hunów (Heftalitów) na Persję i Indie (data sporna lub przybliżona).
- Konstancjusz II jedynowładcą.

## Zmarli
- 18 stycznia – Konstans, cesarz rzymski (ur. 320)
- 30 czerwca – Nepocjan, uzurpator (ur. ?)